# Echion (spartoi)
 For alternative betydninger, se Echion. (Se også artikler, som begynder med Echion)
Echion var en af de oprindelige helte som Kadmos frembragte ved at plante en drages tænder i jorden. De kaldtes Spartoi og dyrkedes som byen Thebens heroer.
Echion ægtede Kadmos' datter Agave og fik med hende sønnen Pentheus der blev konge af Theben.
| Mytologi | Spire Denne artikel om mytologi er en spire som bør udbygges. Du er velkommen til at hjælpe Wikipedia ved at udvide den. |